# Novi Raušić
Raushiq i Ri en albanais et Novi Raušić en serbe latin (en serbe cyrillique : Нови Раушић) est une localité du Kosovo située dans la commune/municipalité de Pejë/Peć et dans le district de Pejë/Peć.